# Macromitrium richardii
Macromitrium richardii är en bladmossart som beskrevs av Schwaegrichen 1826. Macromitrium richardii ingår i släktet Macromitrium och familjen Orthotrichaceae. Inga underarter finns listade i Catalogue of Life.